# Thironne
Pour un article plus général, voir Réseau hydrographique d'Eure-et-Loir.
La Thironne est une rivière du département français d'Eure-et-Loir en région Centre-Val de Loire, affluent en rive droite du Loir, donc un sous-affluent de la Loire par la Sarthe et la Maine.

## Hydronymie
Le nom de la rivière est attesté sous les formes Rivulus qui dicitur Tiro en 1115, Torrens Tyronis vers 1130 (ch. de l’abb. de Thiron).

L'hydronymie actuelle orthographie Thironne avec un "h" (alors que les chartes latines l'omettent), comme le village Thiron.

## Géographie
Elle naît dans le Bois de Thiron (même nom), à 258 m d'altitude, à l'ouest de Thiron-Gardais où elle alimente deux étangs. Se dirigeant toujours vers l'est, elle conflue avec le Loir en aval d'Illiers-Combray à 148 m d'altitude.
De sa source à sa confluence avec le Loir, la Thironne parcourt 26 km.

### Communes et cantons traversés
Dans le seul département d'Eure-et-Loir la Thironne traverse les sept communes percheronnes suivantes, d'amont en aval, de La Gaudaine (source), Thiron-Gardais, Saint-Denis-d'Authou, Chassant, Montigny-le-Chartif, Méréglise, Illiers-Combray (confluence).
Soit en termes de cantons, la Thironne prend source dans le canton de Nogent-le-Rotrou traverse le canton de Brou, et conflue dans le canton d'Illiers-Combray, dans les arrondissements de Nogent-le-Rotrou et de Chartres.

La Thironne, d'amont en aval
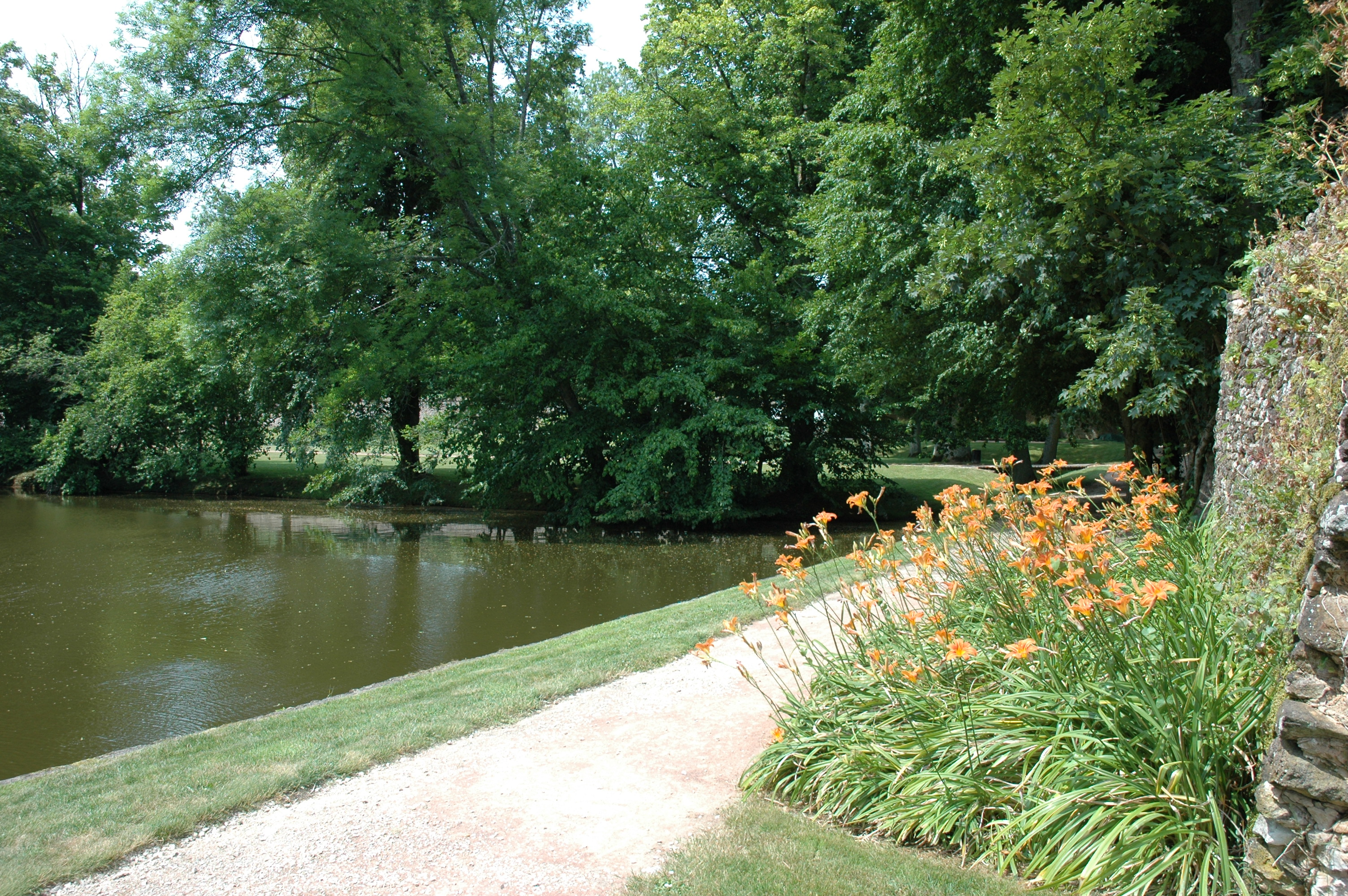
Jardin de l'abbaye de la Sainte-Trinité de Tiron.
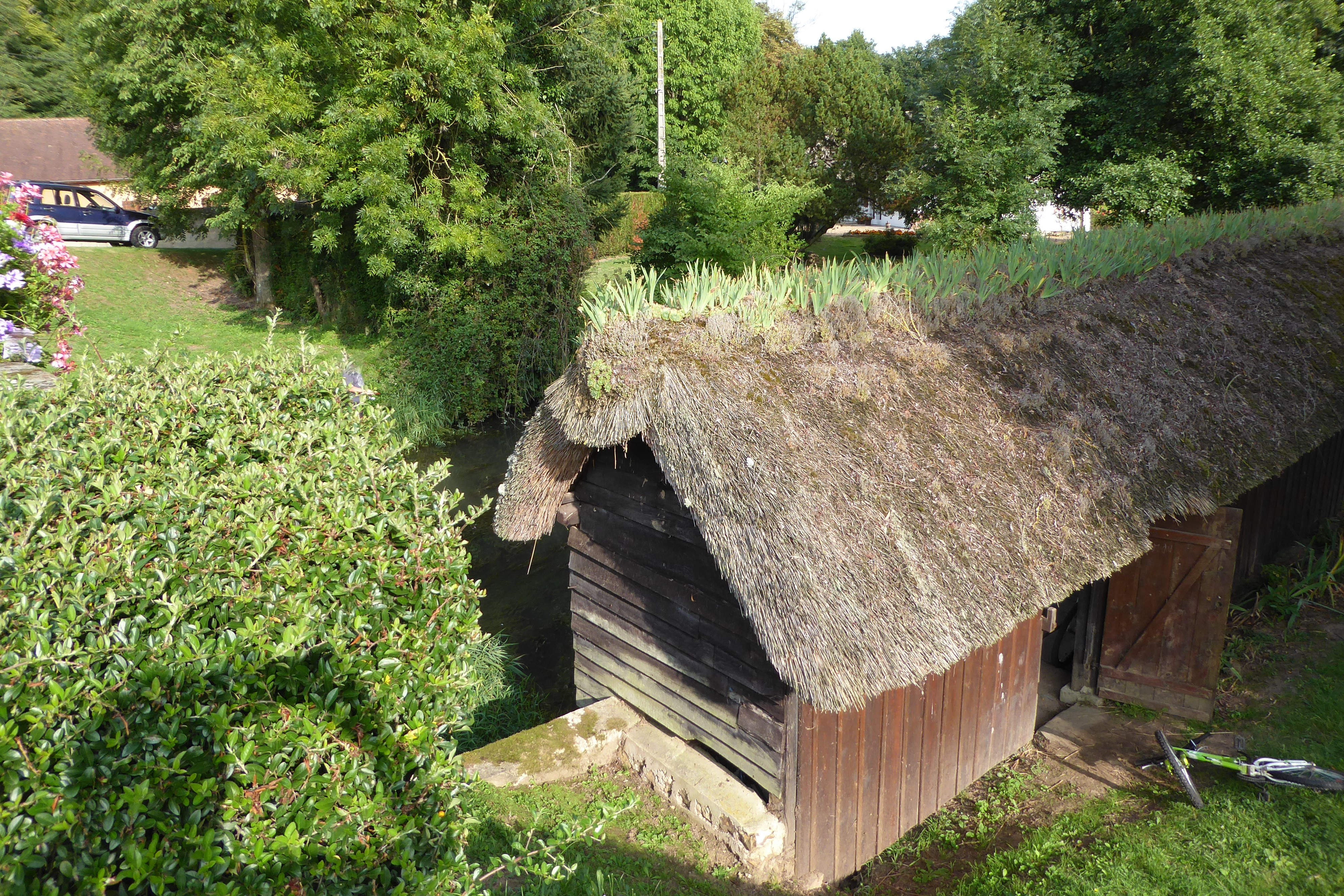
Lavoir à Montigny-le-Chartif.

### Bassin versant
La Thironne traverse une seule zone hydrographique « Le Loir de la Thironne (c) à la Foussarde (c) » (M101) de 355 km2 de superficie.

### Organisme gestionnaire
Le syndicat mixte d'aménagement et de restauration du bassin du Loir en Eure-et-Loir (SMAR Loir 28), crée le 1er janvier 2012.

## Affluent
La Thironne a un seul affluent référencé :
- la Mazure[6] (rg[note 1]), 7,5 km sur les quatre communes de Frétigny (source), Combres, Happonvilliers et Montigny-le-Chartif (confluence), avec un affluent :
  - ruisseau la Mazure[7] (rg), 2,5 km sur les deux communes de Frétigny (source) et Combres (confluence).

### Rang de Strahler
Donc le rang de Strahler est de trois.

## Aménagements et écologie
Sur son cours, on rencontre les lieux-dits ou écarts de la station de traitement des eaux et la Piscine, à Thiron-Gardais à côté du plus petit étang, puis le moulin de Trouve, le moulin de la Gatine, le Moulin Thoré, le Moulin Neuf à Chassant, le Moulin de Paillaud, le Moulin du Parc à côté du Gué, le Moulin Foulon, le Château de Montigny-le-Chartif, le moulin de l'Etang, le Moulin Ronce, le Moulin du Patis, le château de Méréglise, le Moulin Foulon,